# Càstor (muntanya)
El Càstor (en italià, Càstore i en francès i alemany, Castor) és una muntanya de 4.223 metres que es troba entre les regions de la Vall d'Aosta a Itàlia i el Valais a Suïssa, al massís del Mont Rosa als Alps Penins.
Juntament amb el Pòl·lux, prenen el nom dels dos bessons de la mitologia grega. Està separat del Pòl·lux pel colle di Verra (3.845 m.).